# 近代出版社
近代出版社（きんだいしゅっぱんしゃ）とは自己啓発書や神社・神道関連書を専門とする日本の出版社の一つ。

## 沿革
1947年（昭和22年）12月に青柳菁々が神田鍛冶町において設立。文芸書や月刊雑誌『文学の世界』など、文芸書を中心に刊行。1949年（昭和24年）、本社を千代田区富士見町に移転。1950年（昭和25年）10月、菁々が病臥のため業務を停止する。1999年（平成11年）7月に孫にあたる現社長・青柳英介が継承。取締役編集長の江森彩と共に新組織で、新宿区下落合において業務を再開した。
現在の同社は、自己啓発書やビジネス書を刊行する他、神社専門の広告代理店業として活動している。全国の主要神社のガイドブック、写真集、パンフレットなどをはじめとする、印刷物に特化したPRを得意とする。

## 主な出版物
- 公式ガイドブック『ようこそ靖國神社へ』靖國神社　監修、所功　編
- 伊勢神宮微古館現蔵『名画にみる　國史の歩み』小堀桂一郎　監修、所功　編
- 『生き方の手本』「勇気」と「やる気」が涌いてくる！渡部昇一　監修
- 幸せになる法則を発見した人『丸山敏雄伝』倫理研究所　監修、丸山敏秋　編著
- 『「自分」経営の心得』丸山敏雄　著、丸山敏秋　編
- 『「家庭づくり」の心得』丸山敏雄　著、丸山敏秋　編
- 日本の傳統の鎭魂のために『新版 靖國論集』江藤淳・小堀桂一郎　編
- 湯澤碧水句集『散る櫻』靖國神社8代目宮司・湯澤貞　著
- 決定版全論点『新世紀の靖國神社』小堀桂一郎・渡部昇一　編
- 法話集『洗心』臨済会　編、松原泰道、朝比奈宗源、宮尾登美子ほか著
- 法話集『好日』臨済会　編、松原泰道、山田無門、幻侑宗久ほか著
- 公式ガイドブック『新・ようこそ靖國神社へ』靖國神社　監修、所功　編